# Люнебургская водонапорная башня
Решение о строительстве новой водонапорной башни в Люнебурге, остро нуждавшемся в современной системе водопровода, было принято городским советом 10 ноября 1904 года. Эскиз башни разработал главный архитектор города Рихард Кампф по образу городских ворот Штендаля XV века Uenglinger Tor. Проектированием и постройкой башни руководил Франц Крюгер.
Местом для строительства водонапорной башни была выбрана площадка в юго-восточной части старого города, освободившаяся от снесённых средневековых городских укреплений. Башня красного кирпича состоит из 18-метрового квадратного в плане цоколя и 38-метровой цилиндрической части. Шестнадцать колонн несут стальной резервуар ёмкостью в 500 тонн воды. До настоящего времени водонапорная башня остаётся самым высоким нецерковным сооружением Люнебурга. Кровля башни, обрамлённая зубчатым парапетом, с самого начала была сделана как обзорная терраса.
12 ноября 1907 года водонапорную башню ввели в эксплуатацию. Однако уже к 1913 году объёма цистерны перестало хватать, всю воду горожане использовали уже к обеду. Ёмкость резервуара увеличивалась как минимум один раз. Летом 1986 года водонапорная башня была выведена из эксплуатации, подводящие трубопроводы демонтировали. Планировался и снос здания башни, однако сначала на это не нашли денег, а после сообразили, что это готовая достопримечательность, и объявили памятником архитектуры. В рамках подготовки Всемирной выставки в Ганновере башню отремонтировали, и с июня 2000 года она работает как культурное пространство и смотровая площадка.
В цокольных залах башни проходят выставки и камерные концерты, празднуются свадьбы. В помещениях цилиндрической части экспонируется историческая мебель. На шестой этаж башни, экспозиция которого посвящена водопроводу и питьевой воде, можно подняться на лифте. Оттуда двадцать ступеней винтовой лестницы, проходящей насквозь через бывший резервуар, приведут на смотровую площадку, с которой открывается панорама ганзейского города Люнебурга и окрестностей. В хорошую погоду оттуда видно даже Гамбург.